# Zbigniew Gut
Zbigniew Gut (* 17. April 1949 in Wymiarki; † 27. März 2010 in Saint-Jean-de-Maurienne, Frankreich) war ein polnischer Fußballspieler.

## Werdegang
Der Abwehrspieler wurde unter Trainer Kazimierz Górski bei den Olympischen Spielen 1972 mit der polnischen Nationalmannschaft Olympiasieger und hatte bei der Weltmeisterschaft 1974 zwei Einsätze als Einwechselspieler.
Gut begann seine Karriere 1962 bei Iskra Wymiarki. Seine nächsten Vereine waren Promień Żary, Odra Opole und Lech Posen. 1979 wechselte er nach Frankreich. Gut bestritt zwischen 1972 und 1974 elf Länderspiele für die Nationalmannschaft seines Landes.